# دوشیزه‌ماهی
دوشیزه‌ماهی یکی از گونه‌های ماهی از خانوادهٔ شقایق‌ماهیان است.
بیشتر دوشیزه‌ماهیان در میان مرجان‌های دریایی گرمسیری یا آکواریوم‌ها زندگی می‌کنند. گروهی دیگر نیز در آب‌های معتدل زندگی می‌کنند.